# HD 166724
HD 166724 é uma estrela na constelação de Corona Australis. Tem uma magnitude aparente visual de 9,34, sendo invisível a olho nu. De acordo com dados de paralaxe, do segundo lançamento do catálogo Gaia, está localizada a uma distância de 147 anos-luz (45 parsecs) da Terra.
Com um tipo espectral de K0IV/V, esta é uma estrela de classe K que pode estar no estágio de subgigante ou de sequência principal. Tem uma massa estimada de 81% da massa solar e está brilhando com 31% da luminosidade solar, características mais típicas de uma estrela da sequência principal (anã laranja). HD 166724 tem uma temperatura efetiva na sua fotosfera de 5 130 K e está girando com uma velocidade de rotação projetada de 1,4 km/s, completando uma rotação com um período estimado de 30 dias. Apresenta uma metalicidade um pouco menor que a do Sol, com uma abundância de ferro de 80% da solar. Seu nível de atividade cromosférica é alto, conforme evidenciado por uma forte linha de emissão de cálcio ionizado (Ca II) em 3933,6 Å (linha K).
Em 2013, foi anunciada a descoberta de um planeta extrassolar massivo orbitando HD 166724 com um longo período orbital de aproximadamente 14 anos. Desde setembro de 2001, a estrela foi observada pelos espectrógrafos CORALIE e HARPS, que coletaram 102 medições de sua velocidade radial, revelando uma grande variação de longo período causada por um corpo em órbita. O planeta parece ser um super-Júpiter com uma massa mínima de 3,5 vezes a massa de Júpiter, e orbita a estrela a uma distância média de 5,4 UA. Sua excentricidade orbital de 0,73 é uma das maiores já detectadas para um planeta com período de mais de cinco anos.
| Planeta | Massa           | Semieixo maior (UA) | Período orbital (dias) | Excentricidade |
| ------- | --------------- | ------------------- | ---------------------- | -------------- |
| b       | >3,53 ± 0,11 MJ | 5,42 ± 0,43         | 5144+705 −467          | 0,734 ± 0,020  |